# Compton űrtávcső
A Compton űrtávcső (Compton Gamma Ray Observatory, CGRO) az amerikai Nagy Obszervatóriumok sorozat második tagja, a Hubble űrtávcső után. Arthur Comptonról kapta a nevét, aki gammasugárfizikai munkájáért kapott Nobel-díjat. A CGRO-t a TRW építette Redondo Beach-i üzemében.

## Műszerek
A CGRO négy tudományos műszert vitt magával, amelyek az elektromágneses spektrumot 20 keV-tól 30 GeV-ig takarták. A takart spektrális energia növekvő sorrendjében:
- Burst and Transient Source Experiment (BATSE): rövid idejű gammakitörések után kutatott az égbolton, 20 és 600 keV között és hosszú életű forrásokat keresett a teljes égbolton. Nyolc detektorból állt, amelyek a hold négy oldalán voltak felszerelve. Mindegyik tartalmazott egy nagy látószögű detektort (Large Area Detector) és egy spektroszkópiai detektort (Spectroscopy Detector).
- Oriented Scintillation Spectrometer Experiment (OSSE): négy detektorába beérkező gammasugarakat észleli. A négy detektor külön-külön állítható, 0.05 és 10 MeV között mér. Kettesével szerelték fel. Gammakitörésnél egy detektor figyeli a forrást, a másik a forrás mellett méri a háttér szintjét. A két detektor egymást váltva végezte feladatát, amellyel pontosabban lehetett mérni a forrást és a hátteret is. A műszerek 2°/mp-el fordulhatnak el.
- Imaging Compton Telescope (COMPTEL): 1-30 MeV energiatartományban működik, a beérkező fotonok szögét és energiáját méri.
- Energetic Gamma Ray Experiment Telescope (EGRET): nagy energiájú (20 MeV – 30 GeV) gammasugár források helyzetét és a fotonok energiáját méri.

## Eredmények
- Az EGRET először tapogatta le a teljes égboltot 100 MeV felett. Négy év adatai alapján 271 forrást fedezett fel, amelyek közül 170 azonosítatlan volt.
- Az OSSE részletesen vizsgálta a galaktikus központot és egy lehetséges antianyag "felhőt" fedezett fel a központ mellett.
- A BATSE átlagosan egy gammakitörést észlelt naponta. Az összes megfigyelt gammakitörések száma 2000.
- Az első négy lágy gamma ismétlő felfedezése. Ezek a források viszonylag gyengék, legtöbbször 100 keV alatt és előrejelezhetetlen aktivitási vagy inaktivitási periódusuk van.
- A gammakitörések két időosztályba való sorolása: rövid időtartamú gammakitörések, amelyek kevesebb mint 2 másodpercig tartanak, és a hosszú időtartamú gammakitörések ennél hosszabb ideig.
- Földi gammaforrások felfedezése 1992-ben, amelyek zivatarfelhőkből származtak.
- Pulzárok és szupernova maradványok keresése.

### GRB 990123
A GRB 990123 jelű gammakitörés (1999. január 23.) az egyik legnagyobb észlelt kitörés volt abban az időben és az első gammakitörés megfigyelt optikai utófényléssel. Ez lehetővé tette, hogy megmérjék a vöröseltolódását, amely 1.6-nak adódott, a távolsága pedig 4.5 gigaparsecnek. Ez fontos volt a csillagászok számára, mert egyértelműen bizonyította, hogy  a gammakitörések a Tejútrendszeren kívüli jelenségek. Ez véget vetett a vitának azok között, akik úgy gondolták, hogy a gammakitörések helyi jelenségek és akik szerint ezek extragalaktikusak.

## Repülés
A CGRO-t 1991. április 5-én indították az Atlantis űrrepülőgéppel az STS-37 küldetésen. 450 km-es alacsony pályára állt a Föld körül, hogy elkerülje a Van Allen sugárzási övezetet. 17 tonnájával ez volt az addig indított legnagyobb asztrofizikai hold.
Miután az egyik giroszkóp meghibábosodott, az obszervatóriumot letérítették pályájáról. Ebben az időben az obszervatórium még mindig működőképes volt, de még egy giroszkóp meghibásodása a letérítést nehézzé és veszélyessé tette volna. A NASA úgy döntött, hogy egy irányított megsemmisítés biztonságosabb. A CGRO 2000. június 4-én lépett be a Föld légkörébe, darabjai a Csendes-óceánba csapódtak be. A gammakitörések vizsgálatát 2004 novemberétől a Swift műhold folytatta.

### Magyar oldalak
- Magnetárok, Lágy Gamma Ismétlők és erős mágneses mezők Archiválva 2003. május 22-i dátummal a Wayback Machine-ben
- Végre elkaptunk egyet! – egy gammakitörés egyidejű optikai megfigyelése (1999. január 27.)

### Külföldi oldalak
- NASA Compton Gamma Ray Observatory honlap Archiválva 2008. május 16-i dátummal a Wayback Machine-ben